# Han (ca sĩ)
Han Ji-sung (Hangul: 한지성, Hanja: 韩知城) sinh ngày 14 tháng 9 năm 2000 tại Incheon, Hàn Quốc. Thường được biết đến với nghệ danh HAN (Hangul: 한), anh là một nam ca sĩ, nhạc sĩ, rapper, vũ công, người mẫu. Anh đảm nhiệm vị trí main rapper, lead vocalist và producer của nhóm nhạc nam Stray Kids được thành lập và quản lí bởi công ty JYP Entertainment.

## Tiểu sử và sự nghiệp
HAN sinh ngày 14 tháng 9 năm 2000 tại Incheon, Hàn Quốc. Anh sinh ra trong gia đình gồm bố, mẹ và anh trai (sinh năm 1997). HAN từng sống và học tập tại Malaysia 6 năm trước khi thử giọng và gia nhập JYP Entertainment.
Năm 2015, HAN chính thức trở thành thực tập sinh của JYP Entertainment. Cuối năm 2016, HAN cùng hai thành viên Bang Chan (CB97) và Changbin (SPEARB) thành lập một nhóm producer mang tên 3Racha và hoạt động với nghệ danh J.One. Các sản phẩm âm nhạc của unit này đã bắt đầu được đăng tải trên nền tảng SoundCloud vào đầu năm 2017.
HAN tham gia sản xuất nhạc trong Stray Kids cùng 3RACHA cho đến nay và anh là một trong những nghệ sĩ trẻ tuổi nhất nằm trong top 50 nghệ sĩ sở hữu nhiều bản quyền âm nhạc nhất trên KOMCA tính đến tháng 10 năm 2020.
Cuối năm 2017, HAN chính thức tham gia chương trình thực tế sống còn Stray Kids được sản xuất bởi JYP Entertainment và Mnet.
Ngày 25 tháng 3 năm 2018, HAN ra mắt cùng Stray Kids với album đầu tay của nhóm 'I AM NOT' cùng đĩa đơn 'District 9'. Anh tiếp tục hoạt động đến nay dưới tư cách là thành viên của nhóm. Vào tháng 1 năm 2022, HAN cũng đã trở thành nghệ sĩ trẻ nhất có bản quyền bài hát với 100 bài hát được đăng kí trên KOMCA

## Hoạt động cá nhân
Sản phẩm âm nhạc
| Phát hành  | Tiêu đề                                                                          | Ghi chú                      |
| ---------- | -------------------------------------------------------------------------------- | ---------------------------- |
| 07/05/2020 | HAN "Close" [Stray Kids: SKZ-PLAYER]                                             | [ 6 ]                        |
| 20/07/2020 | 한 번 더 리플레이 "Ice Americano" [Stray Kids: SKZ-RECORD]                       | Với Lee Know                 |
| 23/08/2020 | "Congratulations" Cover (원곡: DAY6) [Stray Kids: SKZ-RECORD]                    | Với Seungmin                 |
| 05/11/2020 | HAN "I GOT IT" [Stray Kids: SKZ-RECORD]                                          | [ 9 ]                        |
| 29/01/2021 | HAN "외계인 (Alien)" [Stray Kids: SKZ-RECORD]                                    | [ 10 ]                       |
| 23/04/2021 | HAN "Wish You Back" [Stray Kids: SKZ-RECORD]                                     | [ 11 ]                       |
| 04/06/2021 | "HaPpY" [Stray Kids: SKZ-RECORD]                                                 | [ 12 ]                       |
| 18/03/2022 | Muddy Water (창빈, 현진, 한, 필릭스) Muddy Water (Changbin, Hyunjin, HAN, Felix) | Với Changbin, Hyunjin, Felix |
| 21/12/2022 | ZONE (방찬, 창빈, 한) ZONE (Bang Chan, Changbin, HAN)                            | Với Bang Chan, Changbin      |
| 12/02/2023 | HAN "VOLCANO" \| [Stray Kids : SKZ-RECORD]                                       | [ 15 ]                       |
| 25/08/2023 | HAN "Miserable (You & Me)" \| [Stray Kids : SKZ-RECORD]                          | [ 16 ]                       |
| 14/10/2023 | Lee Know, HAN "Want so BAD" \| [Stray Kids : SKZ-RECORD]                         | Với Lee Know                 |
| 07/03/2024 | HAN "13" \| [Stray Kids : SKZ-RECORD]                                            | [ 18 ]                       |
| 26/04/2024 | HAN "1, 2, 3, 4, 5 (Feat. 배이 of NMIXX)" \| [Stray Kids : SKZ-RECORD]           | Với Bae (NMIXX)              |
| 03/06/2024 | HAN, Seungmin "산소호흡기(Respirator)" \| [Stray Kids : SKZ-RECORD]              | Với Seungmin                 |
| 29/06/2024 | HAN "Maybe" \| [Stray Kids : SKZ-RECORD]                                         | [ 21 ]                       |

Vlog
| Phát hành  | Tiêu đề                                                                    | Ghi chú                |
| ---------- | -------------------------------------------------------------------------- | ---------------------- |
| 070/8/2020 | [SKZ VLOG] 한(HAN): 나른한 일상로그                                        | [ 22 ]                 |
| 03/12/2020 | [SKZ VLOG] 한(HAN): 아늑한 일상로그                                        | [ 23 ]                 |
| 07/07/2021 | Ep.01 마가린 빵 \| [SKZ SONG CAMP] Howl in Harmony                         | Với Seungmin, I.N      |
| 11/09/2021 | [SKZ VLOG] HAN : 소소한 일상로그                                           | [ 25 ]                 |
| 03/02/2022 | [SKZ VLOG] HAN : 뿌듯한 일상로그                                           | [ 26 ]                 |
| 14/02/2022 | [2 Kids Room] Ep.04 Bang Chan X HAN                                        | Với Bang Chan          |
| 14/03/2022 | [2 Kids Room] Ep.08 HAN X I.N                                              | Với I.N                |
| 04/04/2022 | [2 Kids Room] Ep.11 HAN X Seungmin                                         | Với Seungmin           |
| 09/05/2022 | [2 Kids Room] Ep.16 Lee Know X HAN                                         | Với Lee Know           |
| 06/06/2022 | [2 Kids Room] Ep.20 Changbin X HAN                                         | Với Changbin           |
| 04/07/2022 | [2 Kids Room] Ep.24 HAN X Felix                                            | Với Felix              |
| 18/07/2022 | [2 Kids Room] Ep.26 Hyunjin X HAN                                          | Với Hyunjin            |
| 31/03/2023 | [RACHA LOG] Ep.02 방황한 : Bang Chan X Hyunjin X HAN                       | Với Bang Chan, Hyunjin |
| 05/08/2023 | [RACHA LOG] Ep.05 아리까리한 : Lee Know X HAN X I.N                        | Với Lee Know, I.N      |
| 22/11/2023 | [2 Kids Show] Ep.01 HAN X Seungmin \| VOLCANO, Hold On \| with MC Changbin | Với Changbin, Seungmin |
| 10/01/2024 | [2 Kids Show] Ep.08 Lee Know X HAN \| Want so BAD \| with MC Changbin      | Với Lee Know, Changbin |

## Người mẫu tạp chí
| Năm  | Tạp chí            | Số phát hành    | Ghi chú                       |
| ---- | ------------------ | --------------- | ----------------------------- |
| 2018 | The Star           | Tháng 5         | Với Stray Kids                |
| 2018 | 10+ STAR Korea     | Tháng 5         | Với Stray Kids                |
| 2018 | Nylon Korea        | Tháng 10        | Với Stray Kids                |
| 2018 | Dazed Korea        | Tháng 11        | Với Stray Kids                |
| 2019 | Dazed Korea        | Tháng 2         | Với Stray Kids                |
| 2019 | Marie Claire Korea | Tháng 4         | Với Stray Kids                |
| 2019 | 1st Look           | Tháng 5         | Với Stray Kids                |
| 2019 | Dazed Korea        | Tháng 8         | Với Stray Kids                |
| 2019 | MXI x Kwave        | Số 5            | Với Stray Kids                |
| 2020 | Nylon guys Japan   | Tháng 2         | Với Stray Kids                |
| 2020 | SHEL'TTER Japan    | Tháng 3         | Với Stray Kids                |
| 2020 | JJ Japan           | Tháng 4         | Với Stray Kids                |
| 2020 | RAY Japan          | Tháng 5         | Với Stray Kids                |
| 2020 | Barfout! Japan     | Tháng 6/Vol.297 | Với Stray Kids                |
| 2020 | Singles Korea      | Tháng 9         | Với Stray Kids                |
| 2020 | Vogue Korea        | Tháng 10        | Với Stray Kids                |
| 2020 | CUT Japan          | Tháng 11        | Với Stray Kids                |
| 2020 | Mini Japan         | Tháng 12        | Với Stray Kids                |
| 2020 | CanCam Japan       | Tháng 12        | Với Stray Kids                |
| 2020 | Nikkei Japan       | Tháng 12        | Với Stray Kids                |
| 2021 | ELLE Korea         | Tháng 1         | Với Bang Chan, Hyunjin, Felix |
| 2021 | 1st Look           | Tháng 5         | Với Stray Kids                |
| 2021 | W Korea            | Tháng 7         | Với Stray Kids                |
| 2021 | Singles Korea      | Tháng 10        | Với Stray Kids                |

## Danh sách chương trình
Chương trình thực tế
| Năm  | Kênh | Tên                    | Phát sóng                 | Ghi chú |
| ---- | ---- | ---------------------- | ------------------------- | ------- |
| 2017 | Mnet | Stray Kids             | 17 tháng 10 - 19 tháng 12 | [ 38 ]  |
| 2021 | Mnet | Kingdom: Legendary War | 1 tháng 4 - 3 tháng 6     | [ 39 ]  |

Chương trình truyền hình
| Năm  | Kênh | Tên              | Vai trò     | Phát sóng  |
| ---- | ---- | ---------------- | ----------- | ---------- |
| 2020 | MBC  | Show! Music Core | MC đặc biệt | Ngày 10/10 |
| 2020 | MBC  | Show! Music Core | MC đặc biệt | Ngày 16/10 |
| 2022 | MBC  | Show! Music Core | MC đặc biệt | Ngày 22/10 |